# Рябчук, Александр
Александр Рябчук (укр. Олександр Рябчук; 15 января 1989, Одесса) — украинский баскетболист, играющий на позиции разыгрывающего защитника. Игрок клуба «БИПА Одесса».

## Биография
Тренировался в одесской ДЮСШ-2. Первые тренеры — Валентин Сосин и Алексей Диберт. Выступал за баскетбольные клубы «Киев» (2011—2012) и «Химик» (2012—2022). С 2022 года является игроком клуба «БИПА Одесса». Неоднократный чемпион Украины и обладатель Кубка Украины. Рябчук является рекордсменом Украинской баскетбольной Суперлиги по количеству проведённых матчей. По состоянию на март 2023 год он сыграл в 457 играх лиги.
Участник чемпионата Европы до 16 лет 2005 года и чемпионата Европы до 18 лет 2006 года. С 2016 по 2017 год играл за национальную сборную Украины.